# Jakov Medić
Jakov Medić (Zagreb, 7 september 1998) is een Kroatische voetballer die doorgaans speelt als centrale verdediger. Hij verruilde in de zomer van 2025 Ajax voor Norwich City.

## Clubcarrière

### Wehen Wiesbaden
Medić maakte in 2017 zijn debuut bij de Kroatische voetbalclub NK Istra 1961. Voor deze club kwam hij slechts tweemaal in actie. Via omzwervingen via NK Lučko en NK Vinogradar kwam hij in 2018 bij 1. FC Nürnberg terecht. Voor de Duitse club speelde hij vooral in het tweede elftal, waarna hij in zijn tweede seizoen verhuurd werd aan Wehen Wiesbaden. Bij Wehen Wiesbaden maakte de Kroaat indruk, waardoor de club hem besloot definitief in te lijven.

### St. Pauli
Een half jaar na zijn definitieve overstap maakte St. Pauli zijn komst wereldkundig. Voor de club uit Hamburg kwam Medić in twee seizoenen tot 59 competitieduels. Hierin wist de verdediger annex middenvelder vijf keer te scoren.

### Ajax
Medić maakte in augustus 2023 de overstap naar Ajax. Hij was een van de aankopen die werden gedaan op voorspraak van technisch directeur Sven Mislintat. Zijn officiële competitiedebuut voor Ajax volgde op 12 augustus 2023, als basisspeler tijdens de thuiswedstrijd tegen Heracles Almelo. In de 45+8e minuut maakte hij met een afstandsschot gelijk al zijn eerste doelpunt, wat de 1–1 in de wedstrijd betekende. Op 25 augustus kwam hij voor het eerst in Europees verband in actie, tijdens een kwalificatiewedstrijd voor de Europa League, uit tegen Ludogorets. Bij Ajax was hij reservespeler als back-up voor met name Josip Šutalo.
In seizoen 2024/25 werd hij door Ajax verhuurd aan VfL Bochum. Voor Bochum speelt Medić bijna alle wedstrijden. Op 8 maart scoorde hij zijn eerste doelpunt in een met 3-2 gewonnen wedstrijd van FC Bayern München.

### Norwich City FC
Per 1 juli 2025 maakte Medić de overstap naar Norwich City FC dat speelt in de EFL Championship de op een na hoogste divisie in het Engelse voetbal. Hij tekent een contract van 3 jaar tot medio 2028 met een optie voor nog één jaar.

## Clubstatistieken
| Seizoen | Club            | Competitie          | Competitie | Competitie | Beker | Beker | Internationaal | Internationaal | Totaal | Totaal |
| Seizoen | Club            | Competitie          | Wed.       | Dlp.       | Wed.  | Dlp.  | Wed.           | Dlp.           | Wed.   | Dlp.   |
| ------- | --------------- | ------------------- | ---------- | ---------- | ----- | ----- | -------------- | -------------- | ------ | ------ |
| 2016/17 | Istra 1961      | HNL                 | 2          | 0          | 0     | 0     | –              | –              | 2      | 0      |
| 2017/18 | Lučko           | 1. HNL              | 1          | 0          | 0     | 0     | –              | –              | 1      | 0      |
| 2017/18 | Vinogradar      | 2. HNL              | 0          | 0          | 1     | 0     | –              | –              | 1      | 0      |
| 2018/19 | FC Nürnberg II  | Regionalliga Bayern | 26         | 2          | –     | –     | –              | –              | 26     | 2      |
| 2019/20 | Wehen Wiesbaden | 2. Bundesliga       | 13         | 0          | 0     | 0     | –              | –              | 13     | 0      |
| 2020/21 | Wehen Wiesbaden | 3. Bundesliga       | 36         | 5          | 5     | 0     | –              | –              | 41     | 5      |
| 2021/22 | FC St. Pauli    | 2. Bundesliga       | 30         | 1          | 4     | 1     | –              | –              | 34     | 1      |
| 2022/23 | FC St. Pauli    | 2. Bundesliga       | 29         | 4          | 1     | 2     | –              | –              | 30     | 6      |
| 2023/24 | FC St. Pauli    | 2. Bundesliga       | 1          | 0          | 0     | 0     | –              | –              | 1      | 0      |
| 2023/24 | Ajax            | Eredivisie          | 6          | 1          | 0     | 0     | 3              | 0              | 9      | 1      |
| 2024/25 | → VfL Bochum    | Bundesliga          | 23         | 1          | 0     | 0     | 0              | 0              | 23     | 1      |
| Totaal  | Totaal          | Totaal              | 167        | 14         | 11    | 3     | 3              | 0              | 181    | 17     |

Bijgewerkt op 1 juli 2025.

## Interlandcarrière
In 2022 kwam Medić één keer uit voor Kroatië onder 23.

## Trivia
Medić is de neef van oud-voetballer en Dinamo Zagreb-directielid Dario Šimić.
1 Gunn ·
3 Stacey ·
4 Duffy ·
6 Doyle ·
7 Sainz ·
8 Gibbs ·
9 Sargent ·
10 Jurásek ·
11 Marcondes ·
12 Long ·
14 Chrisene ·
15 McConville ·
16 Wright ·
17 Crnac ·
18 Amankwah ·
19 Sørensen ·
20 Ben Slimane ·
22 Dobbin ·
23 McLean  ·
25 Hernández ·
26 Núñez ·
29 Schwartau ·
33 Córdoba ·
35 Fisher ·
36 Reyes ·
41 Forsyth ·
47 Mahovo ·
Coach: Thorup
· Assistent-coach: Riddersholm
· Assistent-coach: Wilshere